# Гусейнов, Ниджат Намиг оглы
Ниджат Намиг оглы Гусейнов (азерб. Nicat Namiq oğlu Hüseynov, род. 31 марта 2003, Баку) — азербайджанский боксёр, выступающий в наилегчайшей весовой категории. Член национальной сборной Азербайджана (2020-х годов), бронзовый призёр молодёжного чемпионата мира 2021 года, двукратный чемпион Европы среди молодёжи (2022, 2023), участник чемпионата мира 2023 года.

## Биография
Когда Гусейнов выступал в юношеской категории, его тренером был чемпион мира и призёр Олимпийских игр Агаси Мамедов.
В апреле 2021 года Ниджат Гусейнов, будучи студентом тренерского факультета Азербайджанской государственной академии физической культуры и спорта, завоевал бронзовую медаль в весовой категории до 49 кг молодёжного чемпионата мира, который проходил в польском Кельце.
В марте 2022 года в хорватском Порече стал чемпионом Европы среди молодёжи (до 22 лет) в весовой категории до 51 кг. В финале он одолел грузинского боксёра Лексо Хасая единогласным решением арбитров.
В октябре 2022 года Гусейнов, представляя клуб «UGİM-1», стал вторым на чемпионате Азербайджана по боксу среди взрослых, проиграв в финале Масуду Юсифзаде из клуба «BFL».
В мае 2023 года Ниджат Гусейнов вошёл в состав взрослой сборной Азербайджана для участия на чемпионате мира в Ташкенте. И хотя первый бой с По Хау Хсу (Тайвань) в 1/16 финала в категории до 54 кг он выиграл (5:0), но в 1/8 финала уступил серебряному призёру Олимпийских игр 2016 года Финоль Сегундо из Венесуэлы с таким же счётом. В своём поражении Гусейнов обвинил необъективное судейство.
В ноябре 2023 года в черногорской Будве ему удалось защитить титут чемпиона Европы среди молодёжи (до 22 лет) и стать двукратным победителем турнира. В финале Гусейнов одолел соперника из Армении Рудольфа Гарбояна со счётом 5:0.
В марте 2024 года Ниджат Гусейнов принял участие в первом мировом олимпийском квалификационном турнире в итальянском Бусто-Арсицио. В 1/32 финала весовой категории до 51 кг ему удалось победить призёра чемпионата мира боксёра из Индии Дипака Дипака. В 1/16 финала Гусейнов одолел чемпиона Европы, вице-чемпиона мира Сахила Аллахвердови из Грузии, а в 1/8 финала — армянского боксёра Рудольфа Гарбояна. В четвертьфинале Гусейнов одержал победу над серебряным призёром прошлогоднего первенства мира Роско Хиллом. И хотя уже в первом раунде Гусейнов из-за секундной ошибки оказался в нокдауне, в двух последующих раундах ему удалось изменил ситуацию в свою пользу и победить со счётом 3:2. Благодаря выходу в полуфинал турнира Гусейнову удалось завоевать лицензию на летние Олимпийские игры 2024 в Париже.

## Спортивные достижения
- Чемпионат мира по боксу 2021 среди молодёжи — ;
- Чемпионат Европы по боксу 2022 среди молодёжи — ;
- Чемпионат Европы по боксу 2023 среди молодёжи — ;
- Чемпионат Азербайджана по боксу 2022 — .